# Govenia
Govenia é um género botânico pertencente à família das orquídeas (Orchidaceae). Foi proposto por Lindley, publicado em The Genera and Species of Orchidaceous Plants 153, em 1832. É tipificado pela Govenia superba (La Llave & Lex.) Lindl. ex Lodd., originalmente descrita como Maxillaria superba La Llave & Lex., em 1825. O nome do gênero é uma homenagem a R.J.Gowen, orquidófilo inglês.

## Distribuição
Govenia abriga cerca de 20 espécies em regra terrestres, dos campos e matas secas da América Latina. Apenas uma espécie bastante variável é nativa do território brasileiro, comum nos estados do sudeste e sul.
Vale notar ainda que Hoehne cita também para o Brasil meridional, em sua Flora Brasílica, uma espécie peruana, Govenia tingens Poepp. & Endl., não citada por Pabst. Não é sabido se trata-se de confusão na identificação da espécie, ou realmente esta também aqui se faz presente. De fato, a identificação da maioria das espécies deste gênero é confusa, por serem plantas muito variáveis e semelhantes, facilmente comprovável pela existência de  oito sinônimos considerados para a Govenia utriculata (Sw.) Lindl..

## Descrição
Govenia é morfologicamente comparável a Warrea, de folhas grandes, mas flores bem menores e pouco coloridas, pálidas, rosadas ou amareladas, raro mais coloridas. Seu rizoma por vezes forma pseudobulbo tuberiforme; as grandes e largas folhas são plicadas, com pecíolo na base, que dão a impressão de formar um curto caule ereto. A inflorescência é terminal, racemosa.
A maioria das espécies apresenta flores que variam entre três e cinco centímetros de diâmetro, alvacentas, algumas vezes com pintas ou estrias rosadas ou avermelhadas. As sépalas laterais são falciformes, formando mento curto com o labelo e pé da coluna, dando um aspecto interessante e diferente às flores. O labelo é articulado, inteiro, concavo no meio. A coluna é curva, superiormente alada em quase toda extensão, prolongada em pé curto. A ampla antera é apical, uniloculada, apresentando quatro polínias.

## Espécies
1. Govenia alba A.Rich. & Galeotti, Ann. Sci. Nat., Bot., III, 3: 25 (1845).
2. Govenia bella E.W.Greenw., Orquídea (Mexico City), n.s., 10: 230 (1987).
3. Govenia ciliilabia Ames & C.Schweinf., Schedul. Orchid. 10: 80 (1930).
4. Govenia dressleriana E.W.Greenw., Orquídea (Mexico City), n.s., 13: 165 (1993).
5. Govenia elliptica S.Watson, Proc. Amer. Acad. Arts 26: 153 (1891).
6. Govenia fasciata Lindl., Edwards's Bot. Reg. 29(Misc.): 70 (1843).
7. Govenia floridana P.M.Br., N. Amer. Native Orchid J. 6: 233 (2000).
8. Govenia greenwoodii Dressler & Soto Arenas, Icon. Orchid. 5-6: t. 589 (2002 publ. 2003).
9. Govenia jouyana R.Gonzalez, Orchidophile (Asnières) 109: 229 (1993).
10. Govenia lagenophora Lindl., Edwards's Bot. Reg. 25(Misc.): 46 (1839).
11. Govenia latifolia (Kunth) Garay & G.A.Romero, Harvard Pap. Bot. 4: 482 (1999).
12. Govenia liliacea (Lex.) Lindl., Edwards's Bot. Reg. 25: t. 1795 (1839).
13. Govenia matudae E.W.Greenw. & Soto Arenas, Icon. Orchid. 5-6: t. 590 (2002 publ. 2003).
14. Govenia praecox Salazar & E.W.Greenw., Orquídea (Mexico City), n.s., 13: 113 (1993).
15. Govenia purpusii Schltr., Beih. Bot. Centralbl. 36(2): 412 (1918).
16. Govenia quadriplicata Rchb.f., Beitr. Orchid.-K. C. Amer.: 75 (1866).
17. Govenia rubellilabia García-Cruz, Brittonia 58: 259 (2006).
18. Govenia sodiroi Schltr., Repert. Spec. Nov. Regni Veg. Beih. 8: 91 (1921).
19. Govenia superba (Lex.) Lindl., Gen. Sp. Orchid. Pl.: 153 (1832).
20. Govenia tequilana Dressler & Hágsater, Orquídea (Mexico City), n.s., 3: 175 (1973).
21. Govenia tingens Poepp. & Endl., Nov. Gen. Sp. Pl. 2: 5 (1836).
22. Govenia utriculata (Sw.) Lindl., Edwards's Bot. Reg. 25(Misc.): 47 (1839).
23. Govenia viaria Dressler, Lankesteriana 3: 26 (2002).
24. Govenia vilcabambana Dodson, Orquideologia 19: 148 (1994).